# Antonov An-140
Antonov An-140 är ett 2-motorigt propellerflygplan med kort räckvidd som tillverkas av den ukrainska flygplanstillverkaren Antonov. En variant av flygplanet tillverkas även i Iran på licens där den kallas för Iran-140. Flygplanet flögs första gången år 1997. Flygplanet har hittills tillverkats i 34 exemplar. Även Azerbaijan Airlines har flugit med detta plan. 
Flygplanet är tänkt att ersätta det föråldrade An-24. Det finns även en transportvariant av flygplanet. 
Den första flygningen utfördes den 18 september 1997 av piloten A. Krustitskij, som andrepilot fungerade E. Galunenko och som testingenjör A. Makijan. Testflygningarna avslutades i februari 2000. Uppskattat pris ligger mellan sex och åtta miljoner US$. Produktionen startades vid Aviacor i Samara i mars 2000 med fem flygplan. Serieproduktion utförs i Kharkov flygplansfabrik. Flygplanet certifierades 27 april 2000. 

## Liknande flygplan
- Iljusjin Il-114
- SAAB 2000

## Olyckor
Flygplanstypen har kraschat vid flertal tillfällen och varit inblandat i tre dödsolyckor, bland annat i Iran.